# Captain Fantastic and the Brown Dirt Cowboy (brano musicale)
Captain Fantastic and the Brown Dirt Cowboy è un brano interpretato da Elton John e composto per la parte musicale dallo stesso artista britannico, mentre il testo è di Bernie Taupin.

## Il brano
Proveniente dall'omonimo album, il brano presenta la Elton John Band al completo, formata da Dee Murray (al basso), Nigel Olsson (alla batteria), Davey Johnstone (alla chitarra) e Ray Cooper (alle percussioni), oltre che dallo stesso Elton (al pianoforte). 
La formazione è al suo massimo, così come la produzione di Gus Dudgeon: musicalmente parlando, Captain Fantastic and the Brown Dirt Cowboy è una ballata basata sulla chitarra di Johnstone (sono però evidentissimi anche tutti gli altri membri della band). Essa fu notata dalla critica, così come tutto l'album di provenienza. Il testo del brano è particolarmente significativo all'interno dell'omonimo lavoro: apre infatti l'LP descrivendo gli anni della gavetta e la relazione, umana e professionale, esistente tra Elton e Bernie. È quindi significativo nell'ambito di questo concept-album autobiografico.
L'importanza del brano è stata riconosciuta dallo stesso Elton nel 2006: l'ultima traccia dell'album The Captain & the Kid, infatti, presenta lo stesso riff di apertura e chiusura di Captain Fantastic (anche se in tonalità differente), chiudendo in questa maniera il ciclo autobiografico aperto dal pezzo del 1975.